# Вавер
Вавер (пол. Wawer) — район (дільниця) Варшави, розташований на правому березі Вісли. На півночі межує з дільницями Прага-Полуднє (пол. Praga-Południe) та Рембертув (пол. Rembertów), на заході — з дільницями Вілянув (пол. Wilanów) та Мокотув (пол. Mokotów), на сході та північному сході — з дільницею Весола (пол. Wesoła), на півдні та південному сході проходить адміністративна межа Варшави. Площа дільниці Вавер становить 79,7 км2. Станом на січень 2024 на території дільниці Вавер мешкало 88512 осіб. Є найбільшою за площею дільницею Варшави. Значну частку території становлять зелені насадження.

## Історія

Райони Вавра

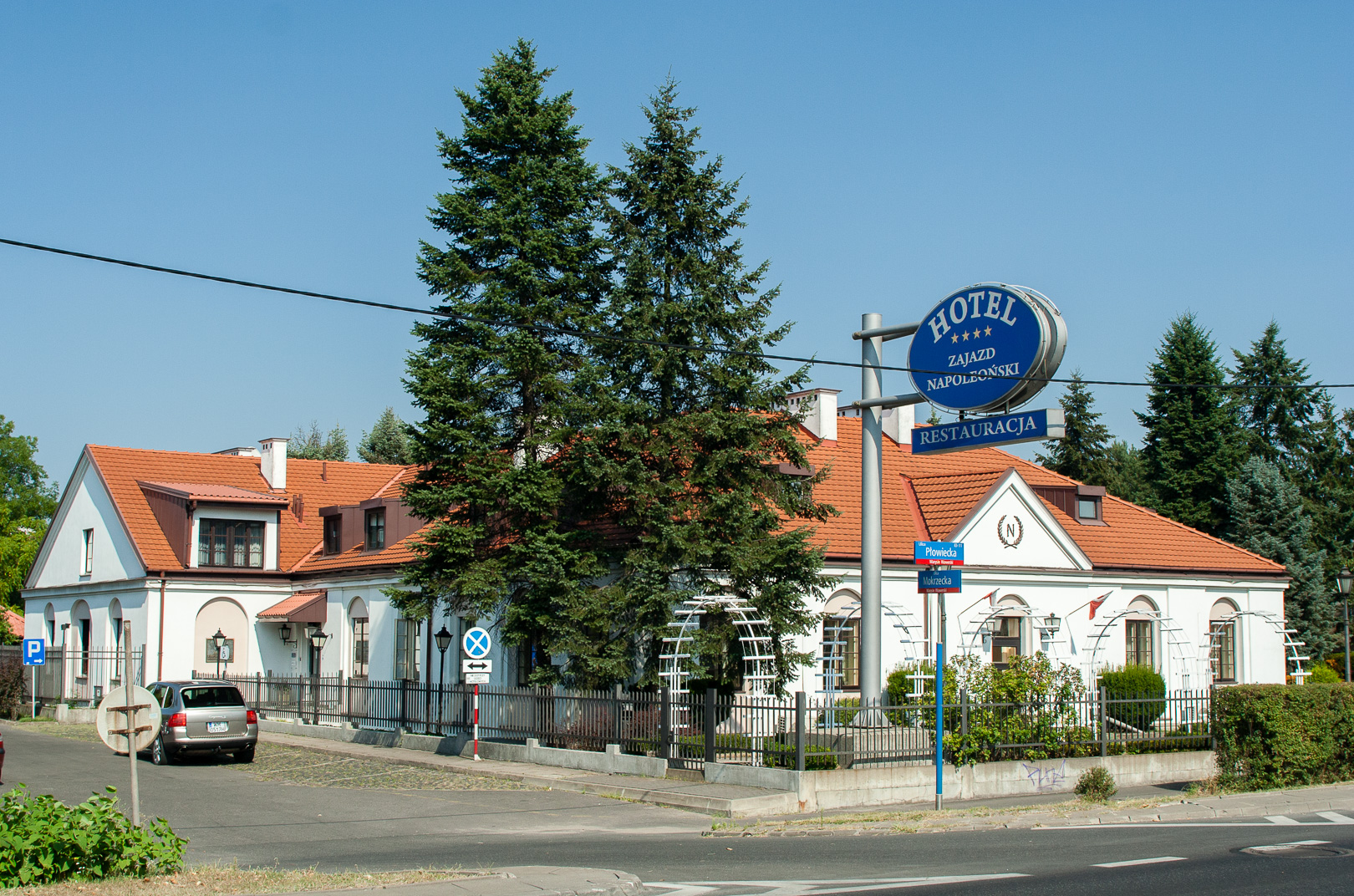
Корчма у Ваврі

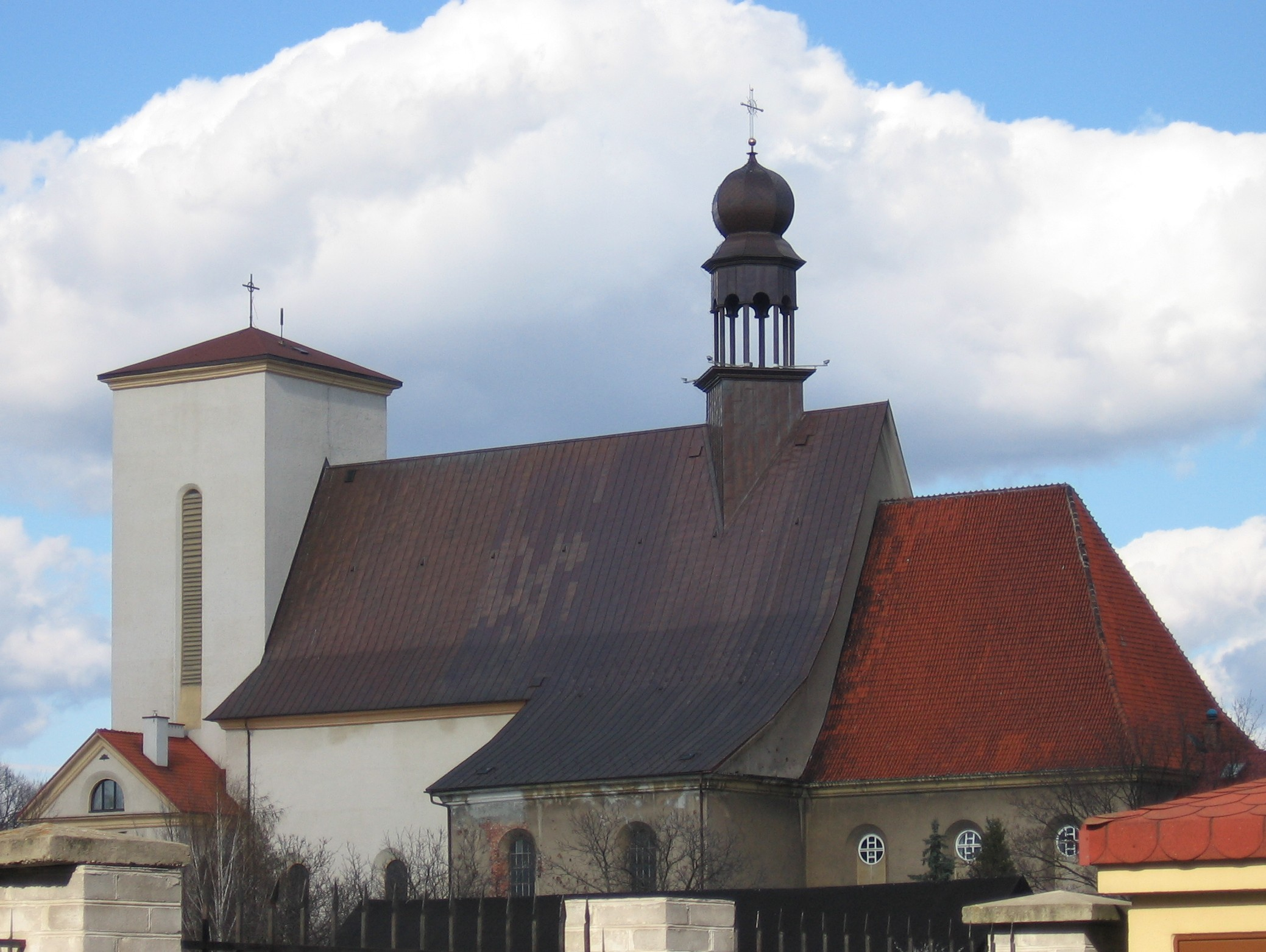
Церква св. Фелікса

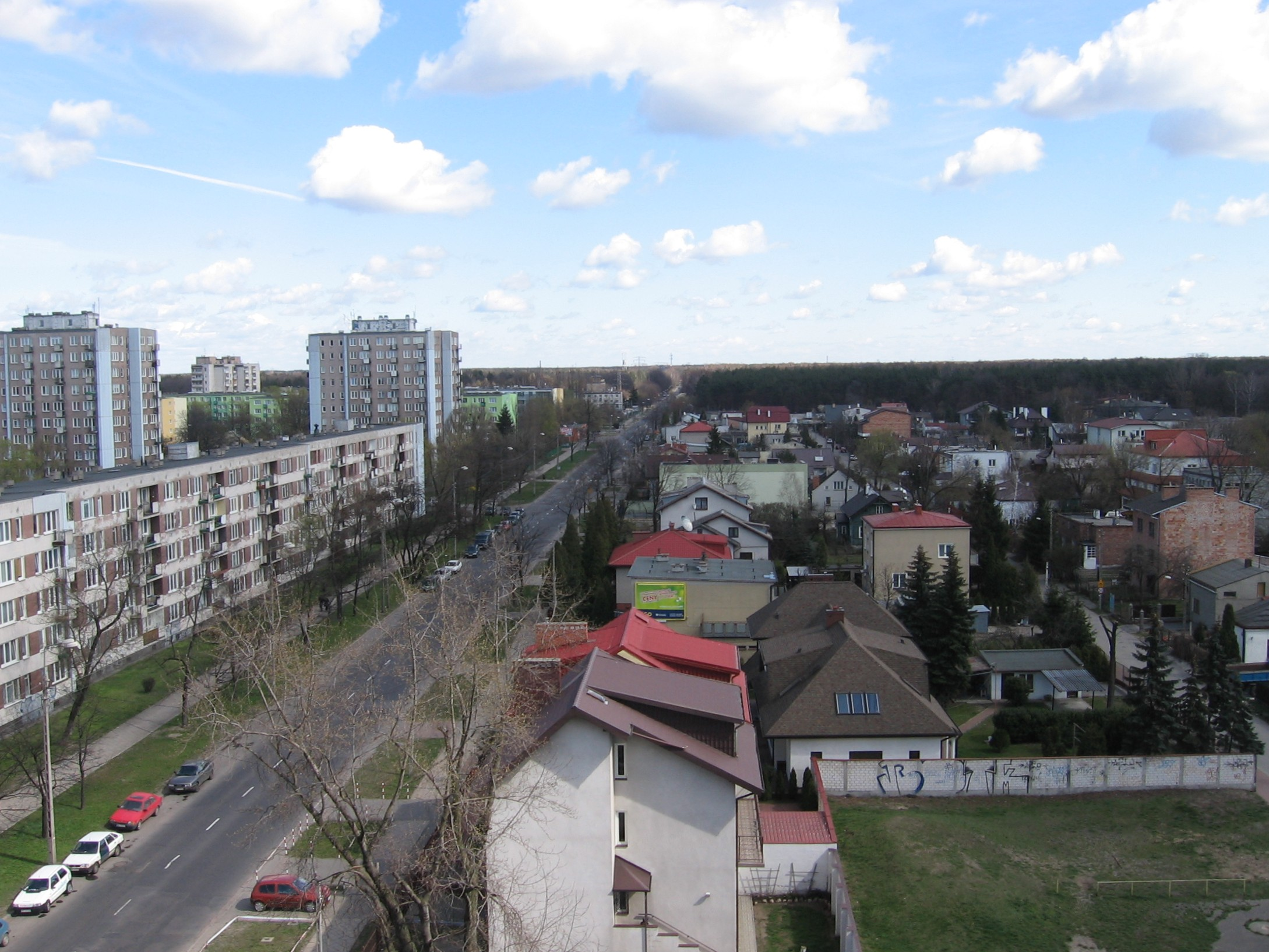
Панорама Вавра

У XIII — XIV столітті на території нинішньої дільниці Вавер існували поселення, у яких проживала здебільшого шляхта. В середині XIV століття в документах згадуються поселення Боркув (пол. Borków), Зежень (пол. Zerzeń), Вулька Зеженська (пол. Wólka Zerzeńska), Заґуждж (пол. Zagóżdż), Фалєніца (пол. Falenica) та Застув (пол. Zastów). У 1720 році територія Вавра та ряд інших земель — Застув (пол. Zastów), Збитки (пол. Zbytki), Олендри (пол. Olendry) та Ляс (пол. Las) — були куплені Єлизаветою Сенявською (пол. Elżbieta Sieniawska) та приєднані до земель Вілянова. У 1727 з'явилися перші згадки про корчму Вавер, яка проіснувала до кінця XVIII — початку XIX століття та зникла внаслідок третього поділу Речі Посполитої. Від неї й походить назва поселення (згодом — і дільниці). Однак після створення Польського королівства та пов'язаного з цією подією пожвавлення торгівлі й туризму на цих теренах корчма знову почала діяльність. На територіях, прилеглих до неї, у 1831 відбулися битви, які отримали назву Перша та Друга битви під Вавром.
У 1834 неподалік корчми оселилася значна кількість купців та ремісників, виник сільськогосподарський район. Поселення Вавер виникло у 1838, у 1839 тут з'явилися перші поселенці. У 1866 Вавер було приєднано до Варшавського повіту. Вавер та ряд інших поселень — Виґода (пол. Wygoda), Ґлінки (пол. Glinki), Чапловізна (пол. Czaplowizna), Застув, Міжлісся (пол. Międzylesie), Стара Мілосна (пол. Stara Miłosna), Кавенчин (пол. Kawęczyn), Ґрохув (пол. Grochów), Ґоцлав (пол. Gocław), Ґоцлавек (пол. Gocławek), Саска Кемпа (пол. Saska Kępa) та Вітолін (пол. Witolin) — відносилися до ґміни Вавер. У 1877 побудовано залізничну станцію, в 1900 між Вавром та Варшавою була прокладена залізнична колія.
У 1916 зі складу Вавра було вилучено села Грохув, Козина Гурка (пол. Kozia Górka), Кавенчин, Ґоцлавська Кемпа (пол. Gocławska Kępa), Ґоцлав, Ґурки Гроховські (пол. Górki Grochowskie) та ряд інших земель, які після цього стали частиною польської столиці. В 1924 створено ґміну Лєтніско—Фаленіца (пол. Letnisko-Falenica), до якої зі складу ґміни Вавер було включено Анін. У 1939 Анін та Міжлісся знову стали частиною ґміни Вавер, крім них до складу ґміни увійшли громади Ляс, Збитки, Зежень, Застув і Новий Вавер; натомість було вилучено Козину Гурку, яка увійшла до складу поселення Брудно (пол. Bródno). З частини громад, що належали ґмінам Вавер і Окунєв, була утворена сільська ґміна Сулеювек (пол. Sulejówek), з частини Вавра — міська ґміна Рембертув.
До початку Другої світової війни на території ґміни Вавер функціонувало поселення «Ружичка» (пол. Różyczka) для дітей, що мали єврейське походження; поселення проіснувало до жовтня 1940.
Після початку війни чисельність населення Вавра збільшилася коштом біженців з Варшави. У Ваврі був організований польовий шпиталь, який працював до листопада 1939, у цей же час велися роботи по створенню цвинтаря жертв війни. Наприкінці 1939 — на початку 1940 почав діяти рух опору. 26—27 грудня 1939 відбулося перше масове вбивство на території Варшави та околиць — понад сто мешканців Вавра були розстріляні німецькими військами. Приблизно стільки ж згодом було заарештовано та страчено внаслідок загибелі двох молодших офіцерів будівельного батальйону 538 (нім. Baubatalion 538) німецької армії. Наслідком цієї події стало створення підпільної молодіжної організації «Вавер», яка досить ефективно протидіяла німецькій окупаційній владі. Організація проіснувала до кінця війни. У жовтні 1939 німецькою адміністрацією було створено гетто, яке проіснувало до серпня 1942, жертвами його стало 7,5 тисяч осіб.
У 1945 Вавер отримав статус ґміни. У 1951 включений до складу Варшави, до 1960 був окремою дільницею. У 1960 став частиною дільниці Прага-Полуднє. У 1994—2002 — ґміна Варшава—Вавер. З 2002 — одна з дільниць Варшави.

## Райони
| Адміністративні одиниці нижчого рангу: - Александрув (пол. Aleksandrów) - Анін - Фаленіца - Ляс - Південний Марисін (пол. Marysin Wawerski Południe) - Північний Марисін (пол. Marysin Wawerski Północ) - Мєдзешин (пол. Miedzeszyn) - Міжлісся - Надвіслє (пол. Nadwiśle) - Радость (пол. Radość) - Садуль (пол. Sadul) - Вавер - Зежень |  |  |  | Офіційні райони: - Александрув - Анін - Фаленіца - Ляс - Марисін Ваверський (пол. Marysin Wawerski) - Мєдзешин - Міжлісся - Надвіслє - Радость - Садуль - Вавер - Зежень |  |  |  | Поділ згідно з Геопорталом польської інфраструктури [Архівовано 29 червня 2016 у Wayback Machine.]: - Александрув - Анін - Блота (пол. Błota) - Чапловізна - Ельжбетувек (пол. Elżbietówek) - Фаленіца - Ґлінки - Юліанув (пол. Julianów) - Каролев (пол. Karolew) - Колонія Застув (пол. Kolonia Zastów) - Колонія Зежень (пол. Kolonia Zerzeń) - Кулігув (пол. Kuligów) - Ляс - Марисін Ваверський - Мєдзешин - Мєдзешин-Вєсь (пол. Miedzeszyn-Wieś) - Міжлісся - Надвіслє - Новий Анін - Новий Мєдзешин - Новий Вавер - Ожехувек (пол. Orzechówek) - Радость - Садуль - Скшипкі (пол. Skrzypki) - Старий Вавер - Шельонґовізна (пол. Szelągowizna) - Вавер - Вішньова Ґура (пол. Wiśniowa Góra) - Вулька Зеженська (пол. Wólka Zerzeńska) - Заґуждж - Застув - Затшебє (пол. Zatrzebie) - Збитки - Збуйна Ґура (пол. Zbójna Góra) - Зежень |

## Кордони
Дільниця Вавер межує:
- на півночі — з дільницями Прага-Полуднє, Рембертув та Весола
- на півдні — з містом Юзефув
- на заході — з дільницями Вілянув та Мокотув
- на сході — з дільницею Весола та ґміною Вйонзовна

## Основні пам'ятки та об'єкти
- Парафіяльний цвинтар (пол. Cmentarz parafialny w Zerzniu)
- Єврейський цвинтар (пол. Cmentarz żydowski w Warszawie (Radość))
- Інститут пам'яті «Центр дитячого здоров'я» (пол. Instytut "Pomnik - Centrum Zdrowia Dziecka")
- Електротехнічний інститут (пол. Instytut Elektrotechniki)
- Інститут кардіології імені Кардинала Стефана Вишинського (пол. Instytut Kardiologii im. Prymasa Tysiąclecia Kardynała Stefana Wyszyńskiego)
- Ваврська корчма (пол. Karczma wawerska)
- Парафіяльна церква Вознесіння Найсвятішої Діви Марії (пол. Kościół parafialny pod wezwaniem Wniebowzięcia Najświętszej Maryi Panny w Zerzniu)
- Парафіяльна церква св. Фелікса (пол. Parafia św. Feliksa z Kantalicjo)
- Пам'ятний хрест повстанцям 1831 року (пол. Krzyż powstańczy 1831)
- Мазовецький ландшафтний парк (пол. Mazowiecki Park Krajobrazowy)
- Школа Мурованка (пол. Murowanka)
- Пам'ятник Юзефу Пілсудському (пол. Pomnik Józefa Piłsudskiego)
- Заповідник імені Яна Собеського (пол. Rezerwat im. Króla Jana Sobieskiego)
- Пам'ятні таблиці Тхорка (пол. tablice pamiątkowe Tchorka)
- Фабрика електричних апаратів високої напруги (пол. Zakłady Wytwórcze Aparatury Wysokiego Napięcia)
- Природно-ландшафтний ансамбль Заколє (пол. Zakole Wawerskie)